# Paszkowice
Paszkowice – wieś w Polsce, położona w województwie łódzkim, w powiecie opoczyńskim, w gminie Żarnów.
W latach 1975–1998 miejscowość administracyjnie należała do województwa piotrkowskiego.
Wierni Kościoła rzymskokatolickiego należą do parafii św. Mikołaja w Żarnowie.

## Części wsi
| SIMC    | Nazwa     | Rodzaj     |
| ------- | --------- | ---------- |
| 0558009 | Łysa Góra | przysiółek |

## Zabytki
Według rejestru zabytków Narodowego Instytutu Dziedzictwa na listę zabytków wpisany jest obiekt:
- park dworski, nr rej.: 351 z 28.02.1985[7]